# Chrysochosma weatherbiana
Chrysochosma weatherbiana là một loài thực vật có mạch trong họ Adiantaceae. Loài này được (R.M. Tryon) Pic. Serm. miêu tả khoa học đầu tiên năm 1989.